# Чермасан
Чермаса́н (рос. Чермасан, башк. Сәрмәсән) — присілок у складі Белебеївського району Башкортостану, Росія. Входить до складу Усень-Івановської сільської ради.
Населення — 19 осіб (2010; 39 в 2002).
Національний склад:
- росіяни — 90 %